# Powłocznikowate
Powłocznikowate (Corticiaceae Herter) – rodzina grzybów znajdująca się w rzędzie powłocznikowców (Corticiales).

## Systematyka
Pozycja w klasyfikacji według Index Fungorum: Corticiaceae, Corticiales, Incertae sedis, Agaricomycetes, Agaricomycotina, Basidiomycota, Fungi.
Według aktualizowanej klasyfikacji Index Fungorum bazującej na Dictionary of the Fungi do rodziny tej należą rodzaje:
- Basidiodesertica Maharachch., Wanas. & Al-Sadi 2021
- Capillosclerotium Prameela & Deeba 2013
- Corticirama Pilát 1957
- Corticium Pers. 1794 – powłocznik
- Erythricium J. Erikss. & Hjortstam 1970 – różówka
- Galzinia Bourdot 1922
- Giulia Tassi 1904
- Hemmesomyces Gilb. & Nakasone 2003
- Laetisaria Burds. 1979
- Lawreymyces Lücking & Moncada 2017
- Lyomyces P. Karst. 1882
- Marchandiomyces Diederich & D. Hawksw. 1990
- Mycobernardia Ghobad-Nejhad 2021
- Tretopileus B.O. Dodge 1946
- Upasia Harsojo-Tjokrosoedarmo & Rifai 1992
- Waitea Warcup & P.H.B. Talbot 1962 – sklerotnica

Nazwy polskie według W. Wojewody z 2003 r.